# نادي الغراف

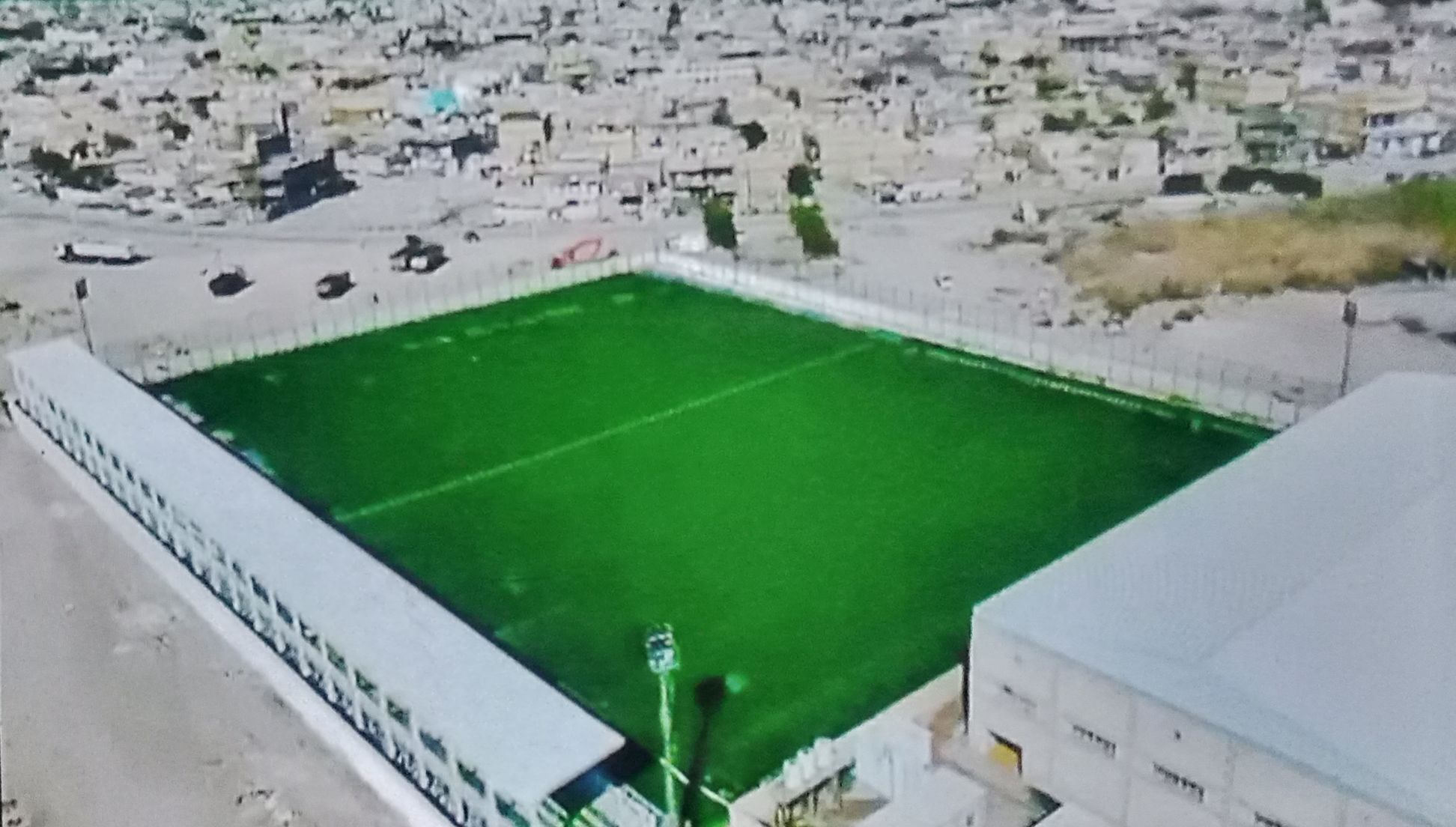
ملعب نادي الغراف الرياضي

نادي الغرّاف الرياضي هو فريق كرة قدم عراقي، يقع مقره في محافظة ذي قار، تأسس عام 1994، ويلعب في الدوري العراقي الممتاز 2024–25 . يمتلك النادي ملعب يتسع الى 1,000 متفرج . هو نادي متعدد الرياضات، وفريق الكرة الطائرة هو الفريق الأكثر فاعلية في النادي.

## اللاعبين
- GK علاء أحمد
- GK محمد صباح
- GK علاء غني
- CB حسن خيري
- CB عباس شيال
- CB مرتضى محمد
- CB حسين عزيز
- LB مرتضى ريس
- LB حسن عطشان
- RB حيدر جلاوي
- RB علي شناوه
- CDM حسين فالح
- CDM ليم اسماعيل
- CM امير عبدالله
- CM كرار محسن
- CAM علي سعد
- CAM انيس سالم المعاري
- LW كرار حسين
- LW فيديليس كوكو
- RW علي كريم
- RW حسين سلمان
- SS باتريك نجومبي
- CF سجاد بشير
- CF ايفانز ادوماكو

## أنظر أيضاً
- الدوري العراقي الدرجة الثالثة 2021-22
- الدوري العراقي الدرجة الثانية 2022–23
- الدوري العراقي الممتاز 2024–25

## روابط خارجية
- نادي الغراف على Goalzz.com